# Benyllus celebicus
Benyllus celebicus är en stekelart som beskrevs av Heinrich 1934. Benyllus celebicus ingår i släktet Benyllus och familjen brokparasitsteklar. Utöver nominatformen finns också underarten B. c. bonthainensis.